# Runnebo
Runnebo är en by i Östervåla socken, Heby kommun.
Runnebo omtalas i källorna första gången 1541 ("Rumpaboda"). Förledens betydelse är oklar. Möjligen kan den vara en anspelning på just ordet Rumpa. Runnebo hade ännu på 1700-talet skog och utmarker gemensamt med Skogbo, och är troligen avsöndrad därifrån. Byns ägor kan sägas utgöra "Rumpan" på Skogbos, och att det är därifrån namnet kommer. Det är dock en osäker teori. Den officiella stavningen av namnet var fram till 1943 Rumpebo, men ändrades därefter för att undvika associationer till Rumpa. Formen Runnebo har dock även förekommit sedan mitten av 1700-talet. Under 1500-talet utgjorde Runnebo ett halvt mantal skatte om 2 öresland.
Bland bebyggelser på ägorna märks gårdarna Anders-Anders och Ol-Ols. Runnmyra var under 1800-talet ett nu försvunnet torp på ägorna.